# Възнесение Господне (Солун)
„Възнесение Господне“ (на гръцки: Αναλήψεως του Κυρίου) е църква в македонския град Солун, част от Солунската епархия на Вселенската патриаршия, под управлението на Църквата на Гърция. Църквата е разположена в едноименната махала Аналипси (Възнесение), срещу морския бряг и до махалата Пиргите.
В края на XIX век гръцата община решава да построи втори православен храм извън стените след „Света Троица“. Получен е султански ферман и патриаршески сигилий от Неофит VIII Константинополски (1891 - 1894) и темелният камък на църквата е поставен в 1893 година при митрополит Атанасий Солунски. Архитект на сградата е Кокинос, а типът - традиционната за времето трикорабна базилика. Осветена е на 5 май 1919 година от митрополит Генадий Солунски. Иконстасът е създаден в 1907 година от Йоанис Лиритис от Тинос, а иконите на него са дело на негушкия зограф Христодулос Матеу.
По време на окупацията на Гърция през Втората световна война в камбанарията на църквата има нелегална радиостанция, която, ръководена от свещеника на храма Евангелос Мурдзинос, предава информация на Съюзниците.
В 1954 година е положен темелният камък на енорийския културен център, в който има парклис „Свети Йоан Предтеча и Свети Силуан Атонит“. В 1987 година храмът е разширен за първи път. В 2004 – 2005 година е разширен за втори път, като са построени параклисите на Света Фотина и Ирина, на Свети Апостол Тома във вътрешността на храма и на Свети Антоний в задната част на двора.